# Apanteles crispulae
Apanteles crispulae är en stekelart som beskrevs av Blanchard 1943. Apanteles crispulae ingår i släktet Apanteles och familjen bracksteklar. Inga underarter finns listade i Catalogue of Life.